# Khaos Legions
Khaos Legions är det åttonde studioalbumet av det svenska metalbandet Arch Enemy, utgivet den 30 maj 2011 på Century Media Records. Det är det första albumet med nyskrivet material sedan Rise of the Tyrant (2007). Releasedatumet och låtlistan tillkännagavs den 31 mars, i samband med en gratis utgivning av låten "Yesterday Is Dead and Gone".
Det var det sista albumet med Angela Gossow som sångare.

## Omslag
Skivomslaget skapades av Brent Elliott White och föreställer bandmedlemmarna som tecknade skelett. Idén var enligt Angela Gossow inspirerad av Eugène Delacroix klassiska målning Friheten på barrikaderna.

## Låtlista
All musik av Michael Amott, Christopher Amott, Daniel Erlandsson och Sharlee D'Angelo; alla texter av Angela Gossow, om inget annat anges.
1. "Khaos Overture" (Instrumental) - 1:31
2. "Yesterday Is Dead and Gone"   	- 4:22
3. "Bloodstained Cross"   	 - 4:49
4. "Under Black Flags We March"   - 4:41
5. "No Gods, No Masters"   	 - 4:14
6. "City of the Dead"   	 - 4:31
7. "Through The Eyes of a Raven"  - 5:09
8. "Cruelty Without Beauty"   	 - 4:59
9. "We Are a Godless Entity" (Instrumental) - 1:34
10. "Cult of Chaos"   	  - 5:11
11. "Thorns in My Flesh"   	 - 4:55
12. "Turn to Dust" (Instrumental) - 0:39
13. "Vengeance Is Mine"   	 - 4:09
14. "Secrets"   	 - 4:05

Bonuslåtar på japanska utgåvan
1. "The Zoo" (Scorpions-cover) - 4:42
2. "Snow Bound" (Acoustic version) - 1:41

## Banduppsättning
- Angela Gossow - sång
- Michael Amott - gitarr
- Christopher Amott - gitarr
- Sharlee D'Angelo - elbas
- Daniel Erlandsson - trummor

Övriga musiker
- Per Wiberg - keyboard